# 5-Nitro-ftálhidrazid
Az 5-nitro-ftálhidrazid 3-nitroftálsavból keletkezik köztes termékként luminol előállítása során.